# Platygaster lapponica
Platygaster lapponica är en stekelart som beskrevs av Thomson 1859. Platygaster lapponica ingår i släktet Platygaster och familjen gallmyggesteklar. Inga underarter finns listade i Catalogue of Life.